# Троицкая церковь (Чернецов)
Троицкая церковь (Свято-Троицкий храм) — недействующий православный храм в хуторе Чернецов Ростовской области. В настоящее время пребывает в полуразрушенном состоянии. О первозданном внешнем виде храма можно получить представление лишь по архивным материалам.

## История
Храм в Чернецове просили построить ещё в 1877 году, когда землевладелец Семён Данилович Соколов по поручению селянской общины посёлка Чернецовского направил петицию в Донскую епархию «о разрешении построения церкви» (в этом посёлке). Согласно рапорту, написанному Каменским благочинным И. Пашинским, данная просьба сперва не была удовлетворена. Тем не менее спустя четыре года, в 1882 году Троицкий храм был возведён на деньги прихожан. В описи было отмечено, что здание было каменным с колокольней (второй этаж колокольни деревянный), крышу сделали из дерева и покрыли листами железа. В октябре 1882 года Святейшим Синодом был утверждён штат церкви: священник, псаломщик, просфорня. С 3 декабря 1885 года начала работу церковно-приходская школа.
Во времена советской власти колокольня храма была уничтожена, купола посбрасывали, и храм продолжительное время использовался в качестве хранилища зерна. Напротив храма возвели Чернецовский сельский дом культуры, окна которого в наши дни выходят на церковь Святой Троицы.